# Garcinia samarensis
Garcinia samarensis är en tvåhjärtbladig växtart som beskrevs av Merrill. Garcinia samarensis ingår i släktet Garcinia och familjen Clusiaceae. Inga underarter finns listade i Catalogue of Life.